# Col Oliviershoek
Le col Oliviershoek, en anglais Oliviershoek Pass (littéralement « col du coin d'Olivier »), est un col de montagne routier qui relie la ville de Harrismith dans la province de l'État-Libre au nord à Bergville au KwaZulu-Natal au sud en Afrique du Sud. Il se situe lui-même au KwaZulu-Natal, à l'extrémité méridionale du lac de barrage de Sterkfontein.
Les environs sont le siège du projet Tugela Vaal Transfer Scheme, permettant notamment le transfert annuel du bassin de la Tugela de 630 millions de m3 d'eau vers le bassin du Vaal au nord,.
Le col est dénommé d'après Adriaan Olivier, fermier dans les années 1850 dans la vallée au pied du col. Ce fut aussi la voie utilisée par Piet Retief pour passer le Drakensberg la première fois en 1837. La route elle-même fut construite en 1871, et rénovée à diverses reprises depuis.
Le col est proche de l'Amphithéâtre du Drakensberg.

## Source
: document utilisé comme source pour la rédaction de cet article.
- (en) B.P.J. Erasmus, On Route in South Africa, Jeppestown, Jonathan Ball Publishers, 2004, 400 p. (ISBN 1-868-42025-6)